# داستان وقت خواب (فیلم ۱۹۶۴)
داستان وقت خواب (انگلیسی: Bedtime Story) فیلمی در ژانر کمدی رمانتیک به کارگردانی رالف لوی است که در سال ۱۹۶۴ منتشر شد.

## بازیگران
- مارلون براندو
- دیوید نیون
- شرلی جونز
- ماری ویندسور
- نورمن آلدن
- سینتیا لین